# Vista Santa Rosa
Vista Santa Rosa est une census-designated place du comté de Riverside, dans l'État de Californie, aux États-Unis,. En 2020, elle compte une population de 2 607 habitants.